# Сайан Саня
Сайан Саня (тай. สายัณห์ สัญญา);  — таїландський співак та відомий актор. Він став співаком на звукозапису Siang Siam з 1970 року. Він помер від раку у віці 60 років.

## Дискографія
- Broken heart people, live this house. (คนอกหักพักบ้านนี้)
- Kai Ja. (ไก่จ๋า)
- Lan Tae is earthquake. (ลานเทสะเทือน)
- Farmer car man. (ไอ้หนุ่มรถไถ)
- To..You who loved person. (ถึงเธอผู้เป็นดวงใจ)
- Look Sao Phoo Karn (ลูกสาวผู้การ)
- Am Nat Haeng Kwam Khit Thung (อำนาจแห่งความคิดถึง)
- For knights in my heart (แด่อัศวินในดวงใจ, Пісня про-Таксин Чинават)[6][7]